# Ямное (Дворецкий сельсовет)
Ямное (бел. Ямнае) — деревня в Дворецком сельсовете Рогачёвского района Гомельской области Беларуси.

## География

### Расположение
В 19 км на запад от районного центра и железнодорожной станции Рогачёв (на линии Могилёв — Жлобин), 140 км от Гомеля.

## Транспортная сеть
На автодороге Бобруйск — Гомель. Планировка состоит из прямолинейной широтной улицы, застроенной двусторонне деревянными усадьбами.

## История
По письменным источникам известна с XIX века как селение в Тихиничской волости Рогачёвского уезда Могилёвской губернии. С 1880 года действовал хлебозапасный магазин. В 1909 году рядом с деревней был фольварк, 390 десятин земли.
В 1932 году организован колхоз, работали ветряная мельница и кузница. Во время Великой Отечественной войны в 1944 году оккупанты сожгли 7 дворов и убили 5 жителей. 22 жителя не вернулись с фронтов. В 1945 году в деревню переселилась часть жителей посёлок Лучинки (в настоящее время не существует). Согласно переписи 1959 года в составе колхоза «Ленинская жизнь» (центр — деревня Кошара).

## Население

### Численность
- 2004 год — 41 хозяйство, 82 жителя.

### Динамика
- 1940 год — 50 дворов, 246 жителей.
- 1959 год — 217 жителей (согласно переписи).
- 2004 год — 41 хозяйство, 82 жителя.